# Kabelspoorweg van Petřín

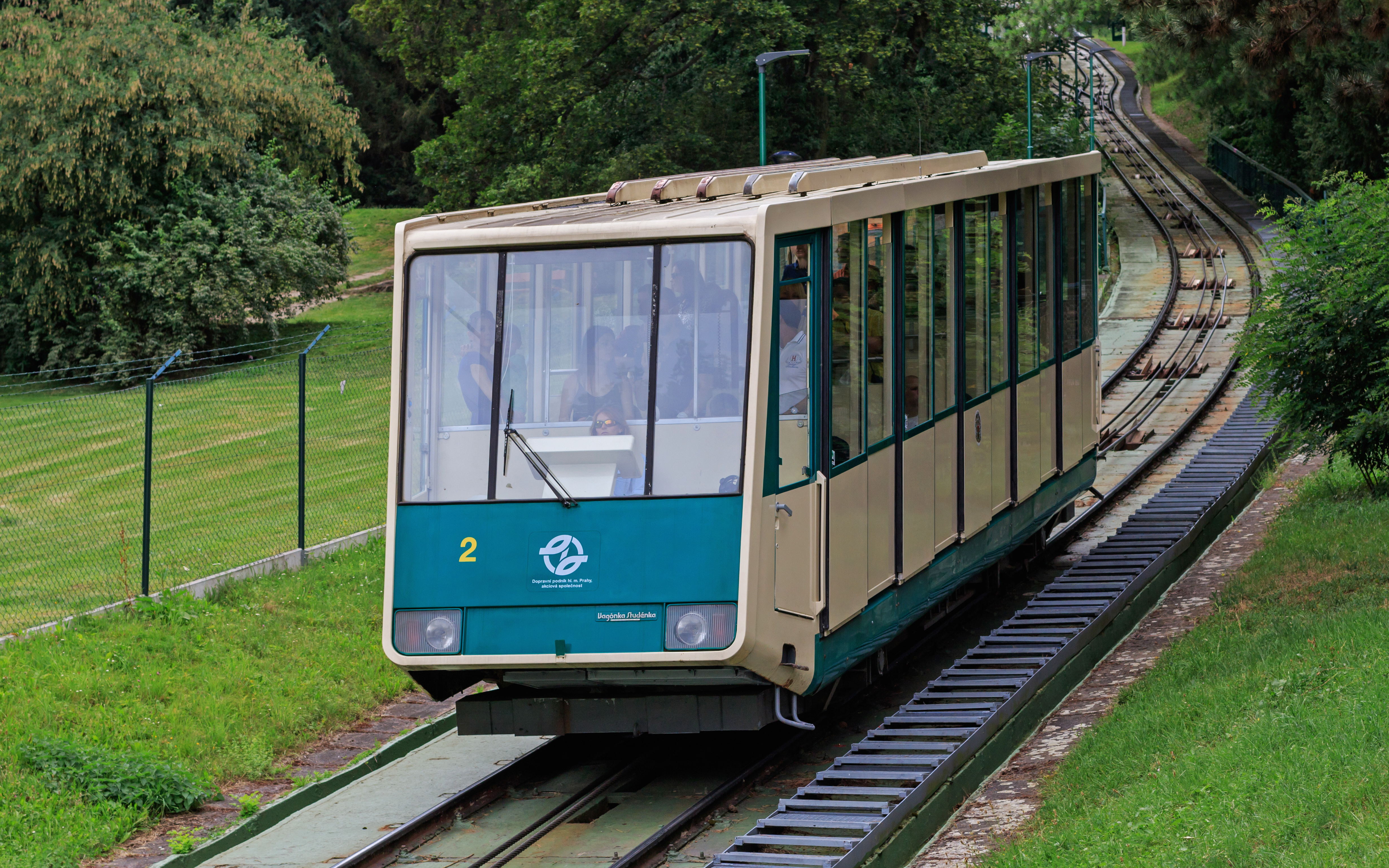
Een wagen

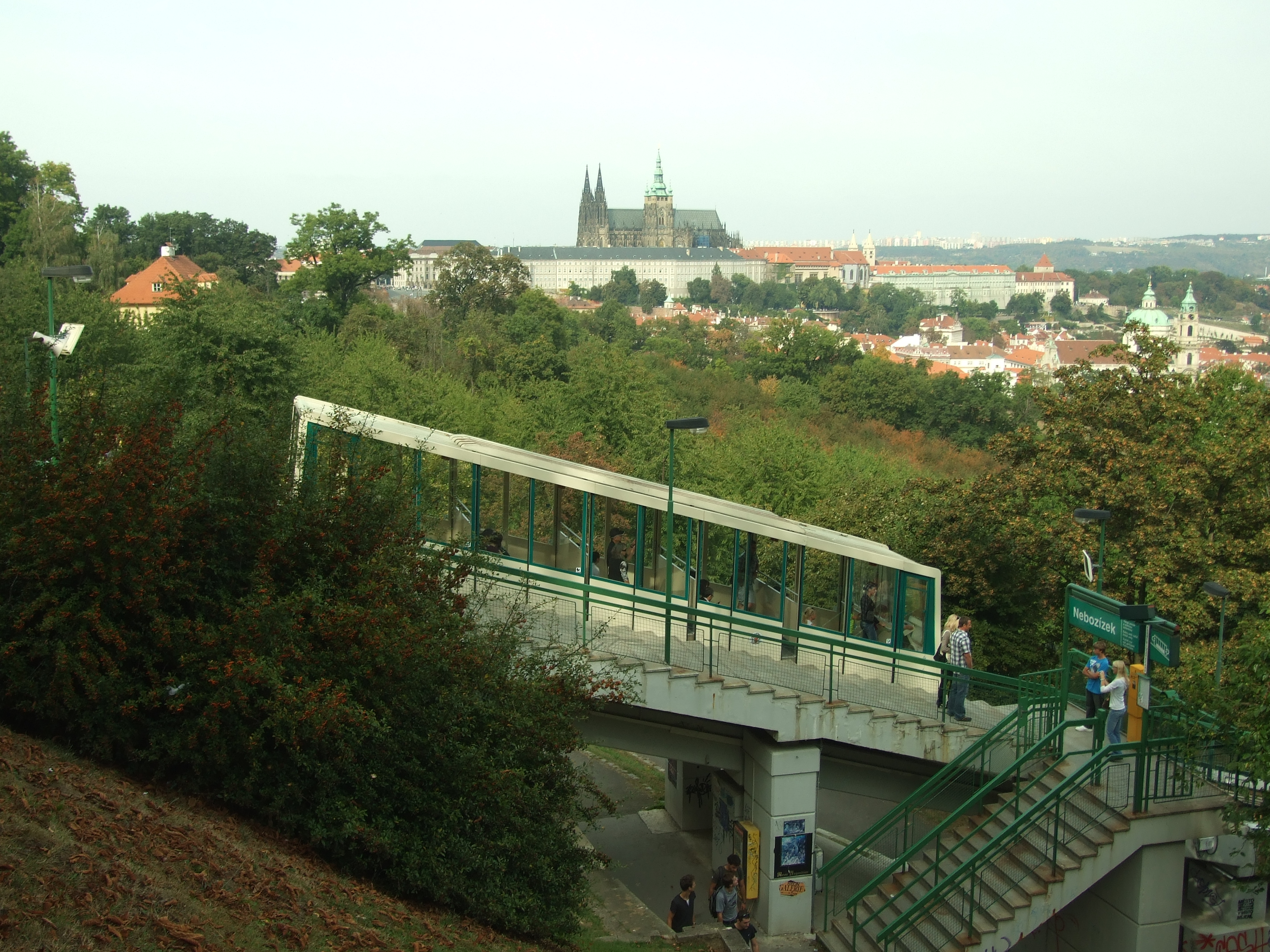
Halte Nebozízek

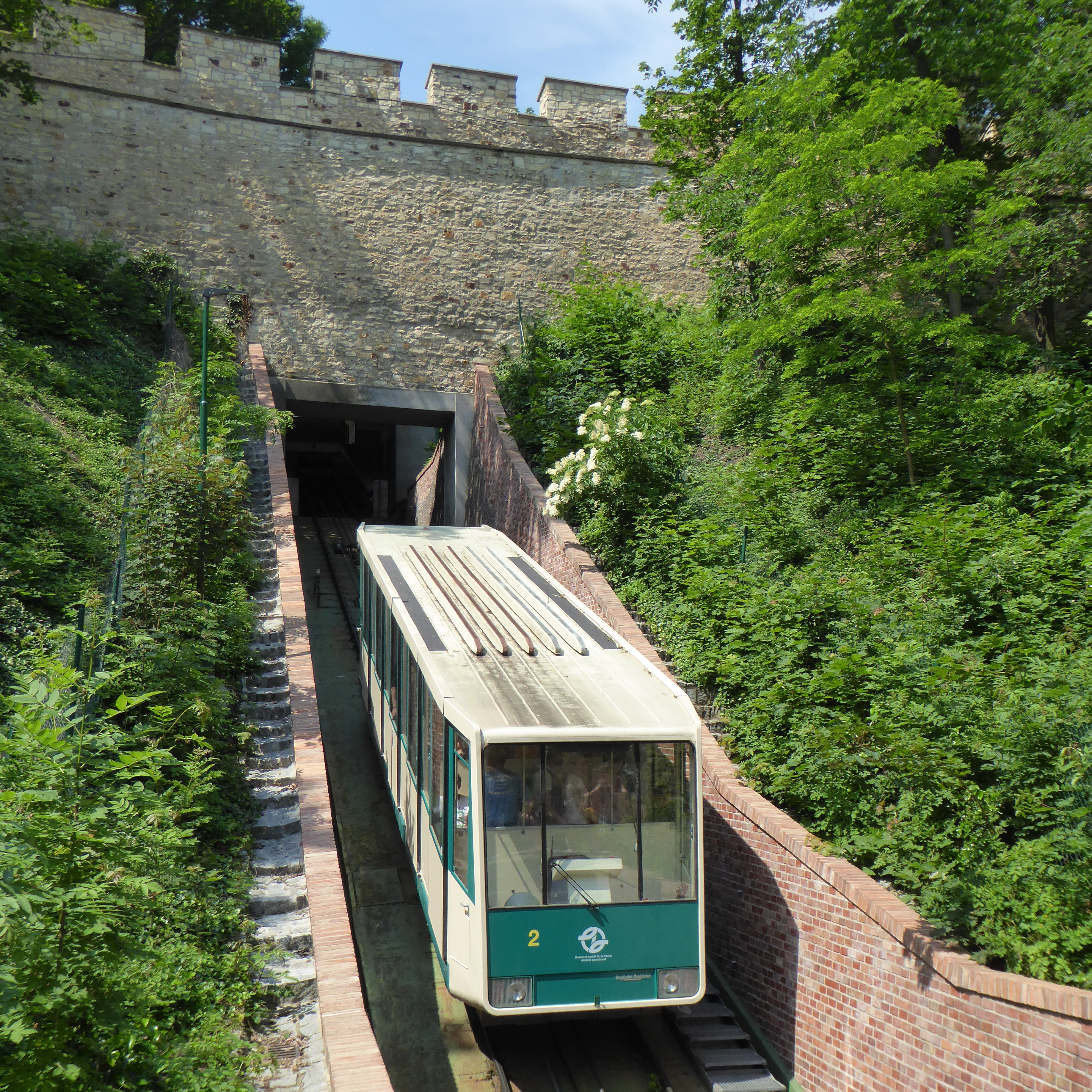
Een wagen rijdt door de stadsmuur

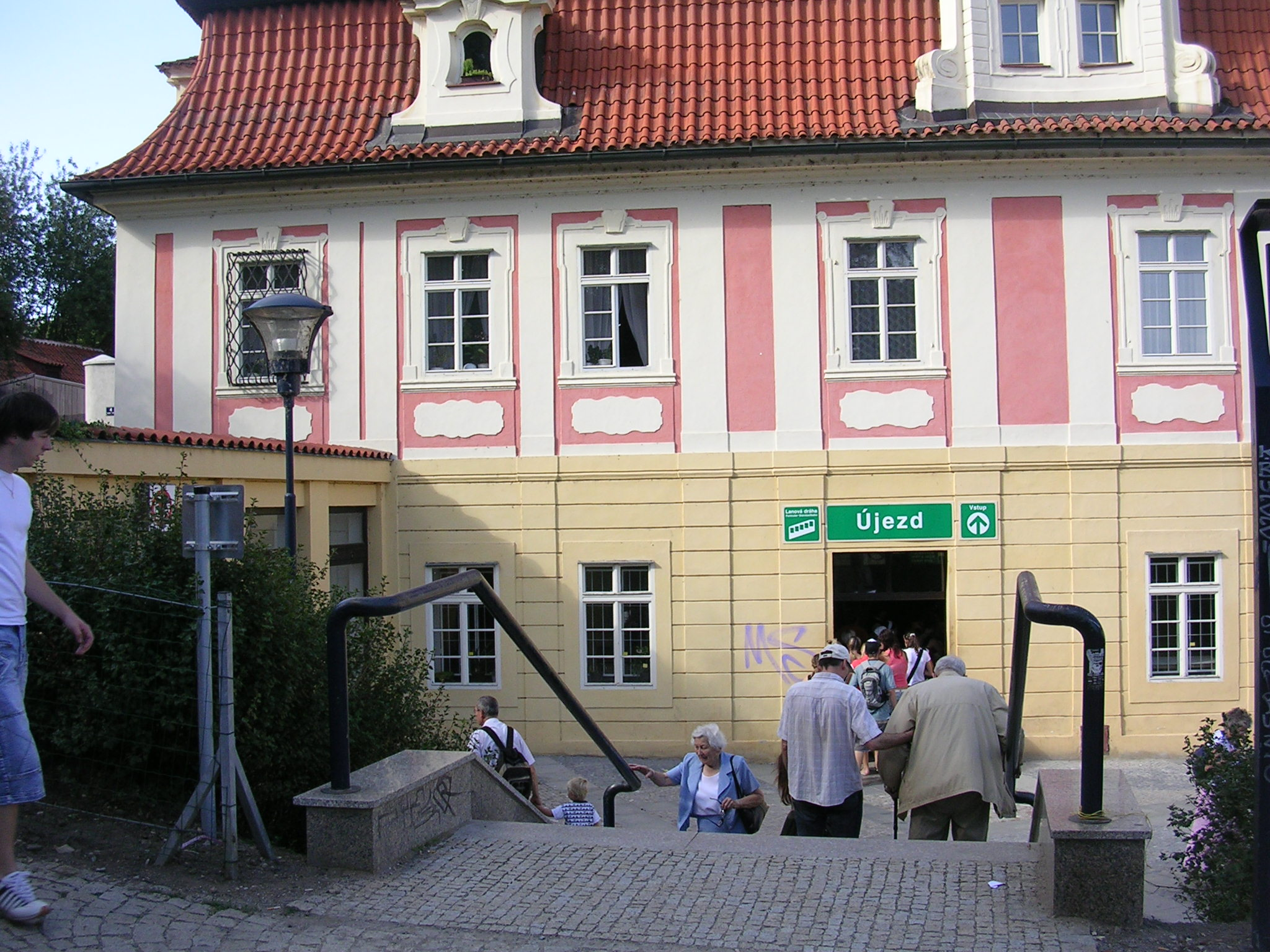
Halte Újezd

De kabelspoorweg van Petřín is een kabelspoorweg in Praag, de hoofdstad van Tsjechië, die loopt van de historische wijk Malá Strana naar de Petřín-uitkijktoren, op de top van de heuvel Petřín. De spoorweg is 510 meter lang en overbrugt een hoogteverschil van 130 meter. De lijn heeft drie haltes: Újezd, Nebozízek en Petřín.

## Geschiedenis
De kabelspoorweg werd ingehuldigd in 1891, in hetzelfde jaar als de Petřín-uitkijktoren, en had toen een lengte van 383 meter. Bij het uitbreken van de Eerste Wereldoorlog werd de kabelspoorweg gesloten. Deze zou pas na de oorlog terug in dienst worden genomen. De huidige langere kabelspoorweg heeft een lengte van 510 meter en werd ingehuldigd in 1932. Een grondverzakking in 1965 zorgde voor een onderbreking in de dienstverlening. Pas in 1985 zou de kabelspoorlijn heropend worden, met nieuwe wagons en nieuwe sporen.

## Gegevens
- lengte: 510 meter
- hoogteverschil: 130 meter
- haltes: 3
- wagons: 2
- capaciteit: 101 passagiers per wagen
- aandrijving: elektriciteit